# هیو دیلون
 هیو دیلون (انگلیسی: Hugh Dillon؛ زادهٔ ۳۱ مهٔ ۱۹۶۳) یک موسیقی‌دان و بازیگر اهل کانادا است. وی از سال ۱۹۸۷ میلادی تاکنون مشغول فعالیت بوده‌است.